# Владан Петровић
Владан Петровић ( Бадњевац, 10. октобар 1942) српски је научник. Он је заштитио 36 изума и објавио више од 50 научних радова.

## Биографија
Основну и средњу школу завршио је у Крагујевцу, а 1967. године. Електротехнички факултет Универзитета у Београду. Након што је одслужио војску, радио је од 1968 до 1971. године као професор у Техничкој школи у Крагујевцу. Наредне две године био је директор у компанији „Romanija HAVAC” у Крагујевцу.
Године 1973. одлази за Немачку у Франкфурт где је радио у компанији P.Fischer Co. Током 1976. године уписује докторске студије у Есену, а докторску дисертацију „Трансфер топлоте са једног топлотног елемената на течни слој у процесу гасификације угља” одбранио је 1978. године. Од 1978. до 1980. године био је вођа експерименталног постројења у Бербо Форсунг научном институту у Есену на пројекту: Коришћење нуклеарне енергије за гасификацију угља, а затим шест година као шеф развоја у инжињерској компанији „Krupp Koppers” у Есену.
Вратио се у Југославију 1986. године и наредних пет година био је директор у научно-истраживачком институту „Гоша” и потпредседник „Goša concerna”. Од 1991. до 1995. године ради као професор на Машинском факултету у Крагујевцу, а у истом периоду отвара приватну инжињерску фирму „Dr Petrovic engineering”.
Од 1995. до 1998. године радио je у приватном предузећу за пројектовање електране у Хановеру, израду и постављање електрана. Заштитио је 36 изума и објавио више од 50 научних радова. Радио на више од 90 великих пројеката из области енергетике.

## Пројекат соларне електране
Петровић је пројектовао изум - изградња пилот постројења соларне топлане, у коју може да се концентрише сунчева енергија на високој температури и да се месецима чува. Соларне топлане би сунчану енергију скупљале преко лета, а користиле зими. Он истиче да су:
Предности овог система у односу на постојеће у свету континуирана производња енергије из акумулиране сунчеве енергије, као и до пет пута већи капацитет акумулације од постојећих”
Соларна топлана коју је пројектовао Петровић састоји се од покретног концентратора са посебним огледалима и специјалног акумулатора ваљкастог облика. Пречник концентратора у Бадњевцу је 13, а пречник и висина акумулатора су осам метара. Енергана ове величине способна је да произведе струју и топлу воду за 60 станова површине од по 50 метара квадратних. Припремљено је и идејно решење за соларну топлану у Великој Плани која ће носити назив „Лозовик 1”, и чији ће концетратор бити пречника 55 метара како би се грејало 108 станова у овом месту. Примера ради, да би се грејало 50.000 домаћинства соларном енергијом у Крагујевцу било би потребно 392 постројења као у Великој Плани и један велики акумулатор висине 90 метара.
Влада Србије није стала иза овог пројекта, али је то учинила енглеска фирма која је инвеститор конструкције. Представници 19 земаља, попут Индије, Шведске, Немачке, Норвешке, Шкотске, Енглеске, Италије, Турске су заинтересовани за овај пројекат.